# Agave

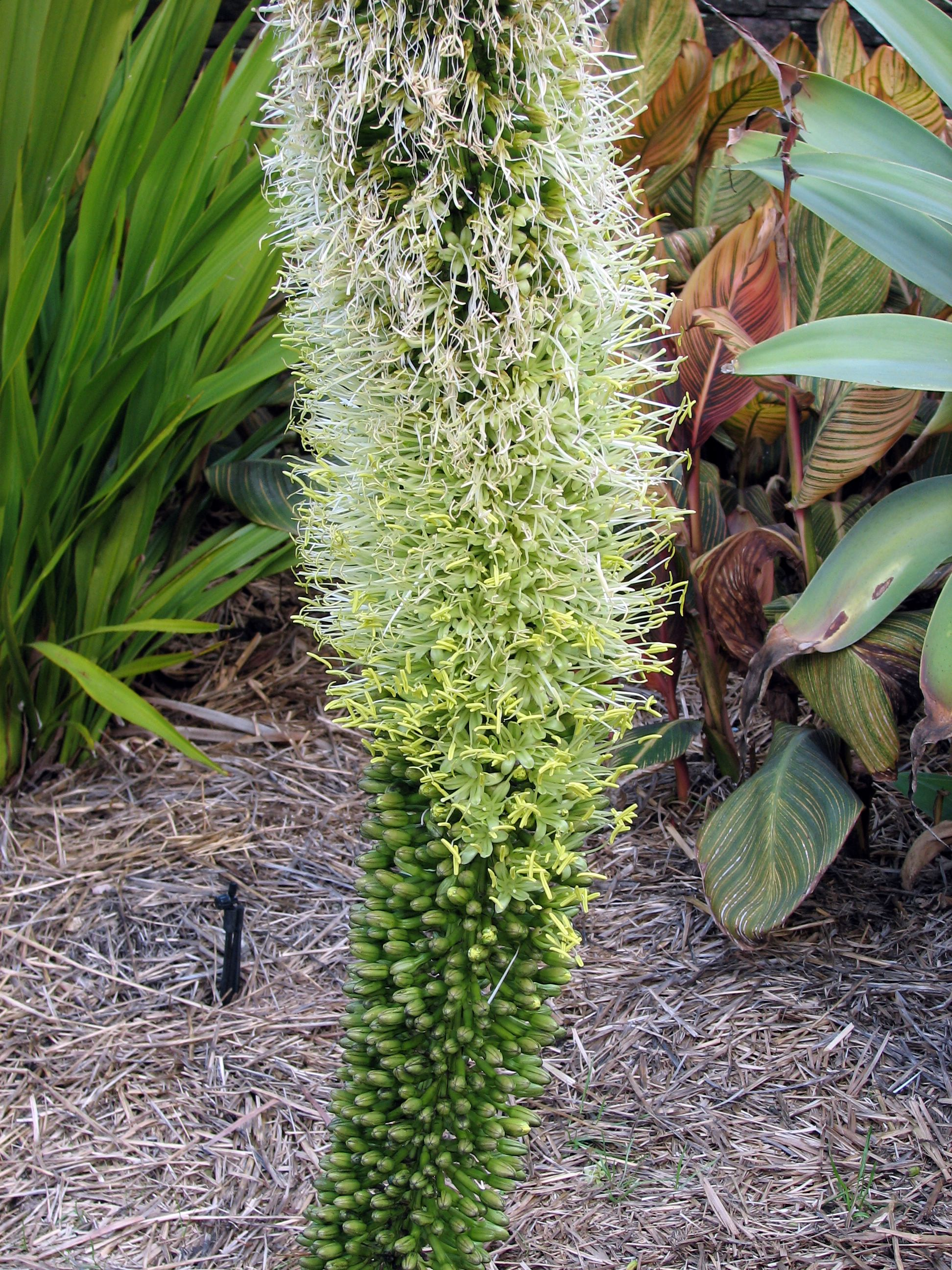
Agave attenuata.

Agave é um género de plantas suculentas da subfamília Agavoideae da família Asparagaceae, originárias sobretudo do México e em menor grau dos Estados Unidos, América Central e América do Sul. O género agrupa cerca de 183 espécies, algumas das quais largamente cultivadas, como o Agave sisalana (para produção de sisal), Agave tequilana (para a produção de tequila), Agave americana e Agave attenuata para fins ornamentais.

## Etimologia e História
A palavra Agave é derivada do grego "agavos", que significa "ilustre", adotada em meados do século XVIII; trata-se do nome mítico de uma filha de Cadmo. Da cultura Asteca, a deusa Mayahuel, que tem uma Agave como símbolo, representa saúde, longevidade, festividade e fertilidade. Para o povo Nahuatl, habitante original do oeste do México, a planta era adorada por representar o poder terreno da deusa Mayahuel sobre o êxtase do culto e o sacerdócio. 
No início do século XVI, os conquistadores espanhóis encontraram o povo Nahuatl produzindo uma bebida, chamada de "pulque", a partir da fermentação da planta agave; a bebida era usada principalmente em cerimônias religiosas e para fins medicinais.
Na História, restos humanos que datam pelo menos 10.000 anos mostram os primeiros usos do Agave para alimentos e fibras. Integrou especificamente a cultura pré-colombiana da Antiguidade até a chegada dos conquistadores espanhóis, em 1492. Foi exportado para o Velho Mundo em 1520, sendo mencionado como um alimento para astecas e outros povos nativos no códice florentino de 1580. 

## Classificação do gênero
| Sistema | Classificação                     | Referência               |
| ------- | --------------------------------- | ------------------------ |
| Linné   | Classe Hexandria, ordem Monogynia | Species plantarum (1753) |